# Kōji Itō
Kōji Itō (jap. 伊東 浩司, Itō Kōji; * 29. Januar 1970 in Kōbe) ist ein ehemaliger japanischer Leichtathlet, der sich auf den Sprint spezialisiert hat. 1998 siegte er über 100 und 200 Meter bei den Asienspielen und wurde im selben Jahr Asienmeister im 200-Meter-Lauf. Damit zählt er zu den erfolgreichsten japanischen Srintern der 90er Jahre.

## Sportliche Laufbahn
Erste internationale Erfahrungen sammelte Kōji Itō vermutlich im Jahr 1991, als er bei den Asienmeisterschaften in Kuala Lumpur in 46,64 s die Bronzemedaille im 400-Meter-Lauf hinter dem Katarer Ibrahim Ismail Muftah und Aktawat Sakoolchan aus Thailand gewann. Zudem siegte er in 3:05,22 min mit der japanischen 4-mal-400-Meter-Staffel gemeinsam mit Hidekazu Katsuki, Yoshihiko Saitō und Masayoshi Kan. Anschließend schied er mit der Staffel bei den Weltmeisterschaften in Tokio mit 3:01,26 min im Vorlauf aus. Im Jahr darauf wurde er beim IAAF World Cup in Havanna in 3:05,30 min Sechster in der 4-mal-400-Meter-Staffel und 1993 gewann er bei den Ostasienspielen in Shanghai in 21,19 s die Bronzemedaille im 200-Meter-Lauf hinter dem Chinesen Zhao Cunlin und seinem Landsmann Kōji Ono. Anschließend schied er bei den Weltmeisterschaften in Stuttgart mit 21,04 s im Viertelfinale über 200 Meter aus und kam mit der 4-mal-100-Meter-Staffel mit 39,01 s nicht über den Vorlauf hinaus. Ende November gewann er bei den Asienmeisterschaften in Manila in 46,63 s erneut die Bronzemedaille über 400 Meter hinter dem Katarer Ibrahim Ismail Muftah und Son Ju-il aus Südkorea. Zudem verteidigte er im Staffelbewerb in 3:09,03 min gemeinsam mit Koichi Konakatomi, Takahiro Hirakawa und Masahiro Yonezawa seinen Titel. Im Jahr darauf gewann er bei den Asienspielen in Hiroshima in 20,70 s die Silbermedaille über 200 Meter hinter dem Katarer Talal Mansour und siegte mit der 4-mal-100-Meter-Staffel in 39,37 s gemeinsam mit Tetsuya Nakamura, Yoshitaka Itō und Satoru Inoue. 1995 schied er bei den Hallenweltmeisterschaften in Barcelona mit 21,77 s im Halbfinale über 200 Meter aus und im August schied er bei den Freiluftweltmeisterschaften in Göteborg mit 20,80 s im Viertelfinale aus. Zudem belegte er mit der Staffel in 39,33 s den fünften Platz. Im Jahr darauf nahm er an den Olympischen Sommerspielen in Atlanta teil und schied dort mit  20,45 s im Halbfinale über 200 Meter aus und wurde mit der 4-mal-100-Meter-Staffel im Vorlauf disqualifiziert. Zudem belegte er mit der 4-mal-400-Meter-Staffel in 3:00,76 min im Finale den fünften Platz.
1997 schied er bei den Hallenweltmeisterschaften in Paris mit 6,71 s und 21,68 s jeweils in der ersten Runde über 60 und 200 Meter aus und im Mai siegte er in 20,98 s über 200 Meter bei den Ostasienspielen in Busan. Anschließend schied er bei den Weltmeisterschaften in Athen mit 10,46 s und 20,82 s jeweils in der ersten Runde über 100 und 200 Meter aus und schied mit der 4-mal-100-Meter-Staffel mit 38,31 s im Halbfinale aus. Im Jahr darauf siegte er in 20,70 s über 200 Meter bei den Asienmeisterschaften in Fukuoka und mit der 4-mal-100-Meter-Staffel gewann er in 39,30 s gemeinsam mit Tatsuhiko Watanabe, Tatsuo Sugimoto und Hiroyasu Tsuchie die Silbermedaille hinter dem chinesischen Team. Im September belegte er beim World Cup in Johannesburg in 20,40 s den vierten Platz über 200 Meter und im Dezember siegte er bei den Asienspielen in Bangkok in 10,05 s im 100-Meter-Lauf sowie in 20,25 s auch über 200 Meter. Zudem siegte er mit der Staffel in 38,91 s. 1999 belegte er bei den Hallenweltmeisterschaften in Maebashi in 20,95 s den fünften Platz über 200 Meter und schied im 60-Meter-Lauf mit 6,62 s im Halbfinale aus. Im August schied er bei den Weltmeisterschaften in Sevilla mit 10,40 s im Viertelfinale über 100 Meter aus und schied über 200 Meter mit 20,51 s im Semifinale aus. Zudem verpasste er mit der 4-mal-400-Meter-Staffel mit 3:02,50 min den Finaleinzug. Im Jahr darauf nahm er erneut an den Olympischen Sommerspielen in Sydney teil und schied dort mit 10,39 s und 20,67 s jeweils im Halbfinale über 100 und 200 Meter aus. Zudem belegte er mit der 4-mal-100-Meter-Staffel in 38,66 s im Finale den sechsten Platz. 2001 beendete er dann seine aktive sportliche Karriere im Alter von 32 Jahren.
1998 wurde Itō japanischer Meister im 200-Meter-Lauf sowie 1995 und 1996 über 200 Meter.

## Persönliche Bestleistungen
- 100 Meter: 10,00 s (+1,9 m/s), 13. Dezember 1998 in Bangkok
  - 60 Meter (Halle): 6,61 s, 7. März 1999 in Maebashi
- 200 Meter: 20,16 s (+1,9 m/s), 2. Oktober 1998 in Kumamoto
  - 200 Meter (Halle): 20,63 s, 5. März 1999 in Maebashi
- 400 Meter: 46,11 s, 21. April 1996 in Walnut